# Wandelroute GRP571

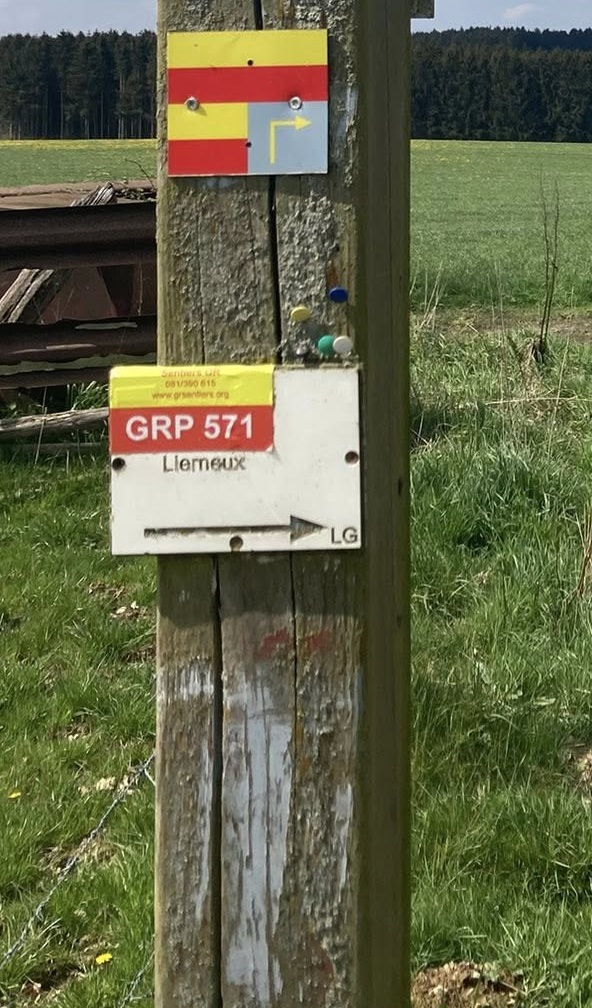
GRP571

De wandelroute GRP571, als streekpad (GRP, Streek-GR) ook wel aangeduid als Tour des Vallées des Légendes (Amblève/Amel - Salm - Lienne) is in totaal 186 kilometer lang. De route loopt langs Comblain-au-Pont - Aywaille - Sougné-Remouchamps - Stoumont - Coo - Trois-Ponts - Aisomont - Grand-Halleux - Vielsalm - Salmchâteau - Cierreux - Gouvy - Lierneux - Chevron - Nonceveux